# 砂川郵便局
砂川郵便局（すながわゆうびんきょく）
- 北海道砂川市にある郵便局。本記事にて記述する。
- 東京都立川市にある郵便局。局番号は01169。

砂川簡易郵便局（すながわかんいゆうびんきょく）
- 沖縄県宮古島市にある簡易郵便局。局番号は70717。

砂川郵便局（すながわゆうびんきょく）は北海道砂川市にある郵便局。民営化前の分類では集配普通郵便局であった。

## 概要
住所：〒073-0199 北海道砂川市西1条北3丁目1-15

## 沿革
- 1895年（明治28年）7月1日 - 砂川郵便局（三等）として開設[1]。
- 1896年（明治29年）5月1日 - 為替・貯金取扱を開始。
- 1900年（明治33年）1月16日 - 砂川郵便電信局となる。
- 1903年（明治36年）4月1日 - 通信官署官制の施行に伴い砂川郵便局となる。
- 1956年（昭和31年）11月 - 局舎落成。
- 1958年（昭和33年）12月1日 - 電話通話および和文電報受付事務の取扱を開始[2]。
- 1980年（昭和55年）12月28日 - 南豊沼簡易郵便局の廃止に伴い、取扱事務を承継。
- 1999年（平成11年） - 外国通貨の両替および旅行小切手の売買に関する業務取扱を開始。
- 2007年（平成19年）3月19日 - 奈井江郵便局および上砂川郵便局から集配業務を移管[3]。
- 2007年（平成19年）10月1日 - 民営化に伴い、併設された郵便事業砂川支店に一部業務を移管。
- 2012年（平成24年）10月1日 - 日本郵便株式会社の発足に伴い、郵便事業砂川支店を砂川郵便局に統合。

## 取扱内容
- 郵便、印紙、ゆうパック、内容証明
- 貯金、為替、振替、振込、国際送金、外貨両替・トラベラーズチェック、国債、投資信託
- 生命保険、バイク自賠責保険、自動車保険
- ゆうちょ銀行ATM
- 砂川市内、空知郡奈井江町内および同郡上砂川町内の集配業務
- ゆうゆう窓口

## 周辺
- 砂川市役所
- 砂川市図書館
- 砂川市立病院
- SUNAGAWAエヌタワービル
- 北海道銀行砂川支店
- 石狩川

## アクセス
- JR函館本線 砂川駅から北西へ約300m（徒歩約3分）
- 北海道中央バス 砂川市立病院停留所下車
- 道央自動車道 奈井江砂川ICから北西へ約6.5km、滝川ICから南西へ約9.5km
- 国道12号沿い
- 駐車場あり：4台